# Beringin Indah
Beringin Indah is een bestuurslaag in het regentschap Pelalawan van de provincie Riau, Indonesië. Beringin Indah telt 1516 inwoners (volkstelling 2010).